# Distrito de Coimbatore
Coimbatore  (en Tamil; കോയമ്പത്തൂർ ജില്ല ) es un distrito de India, en el estado de Tamil Nadu .
Comprende una superficie de 4850 km².
El centro administrativo es la ciudad de Coimbatore. Dentro del distrito se encuentra las localidades de Karamadai y Karumathampatti.

## Demografía
Según censo 2011 contaba con una población total de 3 472 578 habitantes.